# Mas Perxers
Le mas Perxers est un édifice d'habitation situé dans la commune d'Agullana, en Catalogne (Espagne). Il est inclus dans l'Inventaire du patrimoine architectural de Catalogne.

## Localisation
Le mas Perxers est situé sur la route de La Vajol, à quatre kilomètres du village d'Agullana lui-même.

## Histoire
Le mas Perxers a été construit au XIXe siècle.
Au moment de la Retirada en 1939, de nombreuses personnalités de la Généralité de Catalogne et des intellectuels s'y sont réfugiés avant de passer en France, entre autres par le col de Lli situé à La Vajol. Parmi ceux-ci, Antoni Rovira, futur président du Parlement de Catalogne en exil, en fera le récit dans Els darrers dies de la Catalunya republicana (Les derniers jours de la Catalogne républicaine) en 1940.

## Architecture
Le bâtiment est construit sur une structure plus ancienne, dont subsistent des voûtes en pierre. Celles-ci canalisent une source d'eau, à la fois vers la cuisine et vers les vergers, situés plus bas. Le plan du bâtiment est à la fois classique et traditionnel, avec une grande pièce centrale, des chambres autour et un toit à deux versants. Il faut mentionner cependant une grande ouverture vers le sud, avec tourelles et remparts défensifs, éléments courants dans les grands mas isolés de cette zone de frontière. Une grande tour carrée, avec un balcon au-dessus et sans caractère défensif apparent, a été ajoutée à l'est. Diverses petites constructions secondaires situées autour du mas viennent compléter l'ensemble.